# Andrej Kotnik
Andrej Kotnik (Nova Gorica, 4 agosto 1995) è un calciatore sloveno, centrocampista del Celje.

## Carriera
Il 18 luglio 2015 ha esordito nella massima serie slovena con il Gorica, disputando l'incontro perso per 4-1 l'Olimpia Lubiana.
Debutta in Serie A con la maglia del Crotone il 5 febbraio 2017, entrando al 61º minuto al posto di Marcello Trotta, nell'incontro perso per 1-0 contro il Palermo.
Il 7 gennaio 2018, passa in prestito al Formentera, militante nella Segunda División B. Tuttavia, nell'arco di cinque mesi gioca solo quattro gare. Il 30 giugno 2018 ritorna al Gorica dal prestito. Durante la stagione 2018-2019, totalizzerà 20 presenze timbrando una sola volta.
Il 1º aprile 2019 firma a parametro zero con il Maribor, data la scadenza del contratto con il club precedente. In tre anni, totalizzerà 43 presenze all'attivo, segnando solamente due reti.
Il 3 febbraio 2022, alla scadenza del triennale, si accasa al Koper. Ha fatto il suo debutto il 12 febbraio seguente in una gara esterna vinta per 2-1 contro il Celje. Durante il suo primo anno al club risultò decisivo per la vittoria della Pokal Slovenije 2021-2022: il centrocampista sloveno, infatti, mise a segno la rete del 2-0 in finale contro il Dravograd, gara poi che si è conclusa con un risultato di 3-1 per il Koper. Tuttavia, terminò la stagione 2021-2022 con 14 presenze in campionato. Iniziò la stagione successiva mettendo a segno una doppietta che risulterà decisiva per la vittoria contro il Tabor Sezana. Lungo alcuni tratti della stagione il giocatore ebbe modo di vestire la fascia da capitano, finendo per concludere l'annata con 32 presenze e 12 reti segnate.
Il 3 agosto 2023 viene acquistato a titolo definitivo dal Meizhou Hakka. Dopo aver fatto il proprio debutto nella gara persa per 6-1 in casa dello Shandong Taishan, la giornata successiva mette a segno la sua prima rete nella Chinese Super League ai danni del Changchun Yatai (4-2).

## Statistiche

### Presenze e reti nei club
Statistiche aggiornate al 5 aprile 2023.
| Stagione        | Squadra         | Campionato      | Campionato | Campionato | Coppe nazionali | Coppe nazionali | Coppe nazionali | Coppe continentali | Coppe continentali | Coppe continentali | Altre coppe | Altre coppe | Altre coppe | Totale | Totale |
| Stagione        | Squadra         | Comp            | Pres       | Reti       | Comp            | Pres            | Reti            | Comp               | Pres               | Reti               | Comp        | Pres        | Reti        | Pres   | Reti   |
| --------------- | --------------- | --------------- | ---------- | ---------- | --------------- | --------------- | --------------- | ------------------ | ------------------ | ------------------ | ----------- | ----------- | ----------- | ------ | ------ |
| 2015-2016       | Gorica          | 1.SNL           | 18         | 3          | CS              | 0               | 0               |                    | -                  | -                  |             | -           | -           | 18     | 3      |
| 2016-gen. 2017  | Gorica          | 1.SNL           | 17         | 2          | CS              | 3               | 2               | UEL                | 2                  | 0                  |             | -           | -           | 22     | 4      |
| gen.-giu. 2017  | Crotone         | A               | 2          | 0          | CI              | -               | -               |                    | -                  | -                  |             | -           | -           | 2      | 0      |
| 2017-gen. 2018  | Crotone         | A               | 0          | 0          | CI              | 0               | 0               |                    | -                  | -                  |             | -           | -           | 0      | 0      |
| Totale Crotone  | Totale Crotone  | Totale Crotone  | 2          | 0          |                 | 0               | 0               |                    | -                  | -                  |             | -           | -           | 2      | 0      |
| gen.-giu. 2018  | Formentera      | SDB             | 4          | 0          | CR              | -               | -               |                    | -                  | -                  |             | -           | -           | 4      | 0      |
| 2018-2019       | Gorica          | 1.SNL           | 20         | 1          | CS              | 2               | 0               |                    | -                  | -                  |             | -           | -           | 22     | 1      |
| Totale Gorica   | Totale Gorica   | Totale Gorica   | 55         | 6          |                 | 5               | 2               |                    | 2                  | 0                  |             | -           | -           | 62     | 8      |
| 2019-2020       | Maribor         | 1.SNL           | 22         | 1          | CS              | 1               | 1               | UCL+UEL            | 6+1                | 1+0                |             | -           | -           | 30     | 3      |
| 2020-2021       | Maribor         | 1.SNL           | 20         | 1          | CS              | 1               | 0               | UEL                | 0                  | 0                  |             | -           | -           | 21     | 1      |
| 2021-feb. 2022  | Maribor         | 1.SNL           | 1          | 0          | CS              | 0               | 0               | UECL               | 1                  | 0                  |             | -           | -           | 2      | 0      |
| Totale Maribor  | Totale Maribor  | Totale Maribor  | 43         | 2          |                 | 2               | 1               |                    | 8                  | 1                  |             | -           | -           | 53     | 4      |
| feb.-giu. 2022  | Koper           | 1.SNL           | 14         | 0          | CS              | 2               | 1               |                    | -                  | -                  |             | -           | -           | 16     | 1      |
| 2022-2023       | Koper           | 1.SNL           | 32         | 12         | CS              | 2               | 2               | UECL               | 2                  | 1                  |             | -           | -           | 32     | 13     |
| Totale Koper    | Totale Koper    | Totale Koper    | 46         | 12         |                 | 4               | 3               |                    | 2                  | 1                  |             | -           | -           | 52     | 16     |
| Totale carriera | Totale carriera | Totale carriera | 146        | 18         |                 | 11              | 6               |                    | 12                 | 2                  |             | -           | -           | 169    | 26     |

## Palmarès

### Club

#### Competizioni nazionali
- Coppa di Slovenia: 1

Koper: 2021-2022